# Scandolara Ravara
Scandolara Ravara – miejscowość i gmina we Włoszech, w regionie Lombardia, w prowincji Cremona.
Według danych na rok 2004 gminę zamieszkiwało 1585 osób, 93,2 os./km².